# 三本木橋
三本木橋（さんぼんぎばし）は、福島県福島市の阿武隈川に架かる福島市道30号曾根田三本木線の道路橋である。

## 概要
- 全長 - 258.8 m
  - 主径間 - 64.4 m
- 形式 - 4径間鋼連続箱桁橋
- 竣工 - 1979年8月[1]

福島市街地東部の一級河川阿武隈川を渡り、西詰は東浜町、東詰は渡利字三本木に位置する。東詰は福島県道309号岡部渡利線との丁字路になっており当市道の終点となっている。全長258.8 mの4径間鋼連続箱桁橋で、1979年（昭和54年）8月に竣工した。
当地は福島市最後の公営渡船となる「三本木の渡し」が運行していた場所であり、当橋梁の架設によって廃止された。
福島市中心市街地から、川の東岸にある近隣のあぶくま親水公園やヘルシーランド福島に向かう場合の最短コース上にある橋である。2007年6月に約1億円かけて耐震補強工事がなされ、同時にエメラルドグリーンに再塗装された。

## 隣の橋
（上流） 渡利大橋 - 三本木橋 - 文知摺橋 （下流）